# Церковь Святого Михаила (Ужок)
Церковь Святого Михаила (укр. Церква Святого Михайла); Церковь Святого Архангела Михаила (укр. Церква Святого Архангела Михаїла) или Михайловская церковь (укр. Михайлівська церква) — деревянная церковь Мукачевской и Ужгородской епархии Украинской православной церкви Московского патриархата в селе Ужок Ужгородского района Закарпатской области.

## История
Церковь находится у верхнего течения Ужа и относится к бойковскому стилю. Также имеется около полусотни бойковских церквей в Самборском и Стрыйском районах Львовской области, несколько в Ивано-Франковской области и в Польше, неподалёку от Ужоцкого перевала. Верх над западной частью превращается в башню, и если в Ужоцкой церкви башня не превышает центральный шатёр, то в других уже превышает. Ещё в начале XX века такие церкви находились почти в каждом селе верхнего течения Ужа. Сейчас сохранено пять, но три были перекрытым железом.
По преданию, в древности Ужок был крупным поселением и имел семь мельниц, но после эпидемии чумы, прошедшей по всей Европе, в селе остался один человек, который жил выше церкви. Новые поселенцы пришли из соседних галицких сёл Гнилая, Яворов, Сянки. Церковь построили мастер Павел Тонов из соседнего села Битля на львовском стороне Карпаты и мастер Иван Циганин из села Тихого. Строители закончили работу 11 июня 1745 года. Другие надписи на срубе добавляют штрихи к истории церкви: «1895 Гирич Пётр куратор весил» (тогда подстраивали церковь и заменяли нижние брёвна срубов) и «Гаврилко Василий куратор» — очевидно, этот куратор организовал ремонтную работу, а выполнил её мастер Циганин из Тихого (возможно, потомок строителя церкви). Рассказывают, что первоначально церковь построили высоко на склоне горы, но старым людям было трудно туда подниматься и церковь перенесли вниз по склону, почти к дороге. В епископской визитации 1751 года говорится о новой церкви в Ужке, обеспеченной всеми книгами и двумя колоколами.
Возле церкви стоит классическая верховинская деревянная колокольня, квадратная в плане, двухъярусная, покрытая четырёхскатным шатром, построена в 1927 году. Во время Первой мировой войны австрийское правительство реквизировало колокола на военные нужды. Два новых колокола были значительно тяжелее, и их не решились установить на колокольне.
Ужоцкая церковь уже около 100 лет чрезвычайно популярна. Её фото много раз печатались в периодике, книгах и буклетах. Немногие закарпатские художники посвятили этой достопримечательности свои полотна, её изображение украсило епископскую часовню и часовню учительской семинарии в Ужгороде.
21 июня 2013 года на 37-й сессии Комитета Всемирного наследия ЮНЕСКО, которая проходила в Камбодже, Церковь святого Михаила вместе с другими деревянными церквями карпатского региона на территории Польши и Украины была включена в список Всемирного наследия ЮНЕСКО.

## Архитектура
Храм архангела Михаила является памятником деревянного зодчества бойковского архитектурного стиля. Расположен на выступе высокого холма и органично вписывается в окружающий село Ужок горный ландшафт. Три квадратных в плане сруба определили композицию его объёмов, где доминанта принадлежит среднему, верх которого имеет два квадратных в плане залома и шатровое завершения. Верх над алтарём сделан более низким и с одним заломом. Над бабинцом устроена небольшая колокольня, которая по высоте намного превышает алтарный верх, однако ниже центрального, что лишает массы храма недвижимости и вносит в его общую композицию элемент динамики и живописности.
Деревянная церковь была построена из еловых брусьев. Покрыта гонтом. Угловые соединения выполнены в простой замок с двухсторонним вырезом с прямым потайным зубом. Тризубчатая, трёхъярусная. По виду и конструктивным решениям памятник относится к бойковской школе народной архитектуры, однако, в отличие от неё, западный верх превышает восточную. Храм квадратный в плане, центральный сруб шире остальных прямоугольных срубов. Срубы центрального и восточного объёмов перекрыты шатровыми верхами с залом на плоском перекрытии бабинца устроены эмпоры, над которыми поднимается невысокая каркасная колокольня с открытой аркадой голосников под шатровой крышей. Опирается на выпуски срубов навес далее переходит в крышу. К северо-западу от сооружения находится двухъярусная, квадратная в плане, деревянная колокольня. На выпусках венцов первого срубного яруса устроено опасение, второй каркасный ярус покрыт шатровой крышей.
Три части храма, объединённые широкими плоскостями навеса, напоминают конический холм с тремя сливками. Камерностью и доброжелательностью дышат потемневшие за века бревна срубов, фигурно обработаны на угловых соединениях, склон крыши, входные двери с широкой косяком, верхняя часть которого сохранила драгоценную надпись с именами авторов этого архитектурного произведения.
Внешне Михайловская церковь простая и неприхотливая. Храм лишён резких внешних украшений, причудливых подробностей — он стройный и изящный. Силуэт Михайловского храма живописный, выразительного рисунка, с явным преимуществом горизонтального членения верхов. Широкий скат опасения, охватывая всё здание, придаёт ему компактный вид и создаёт органичный переход от окружающей среды до основных масс храма, которые вырастают над галереей.

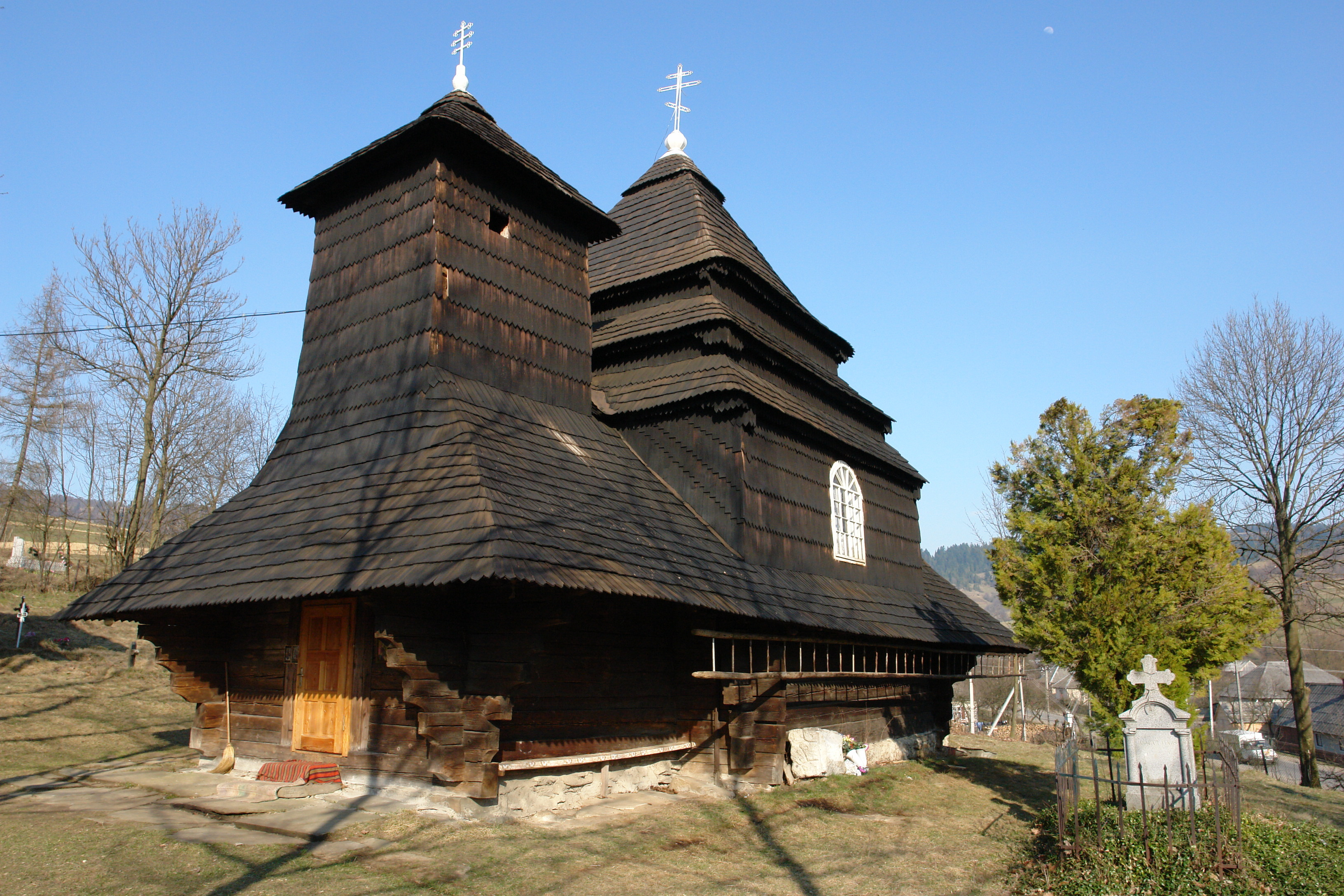
Вид слева. 2007 год
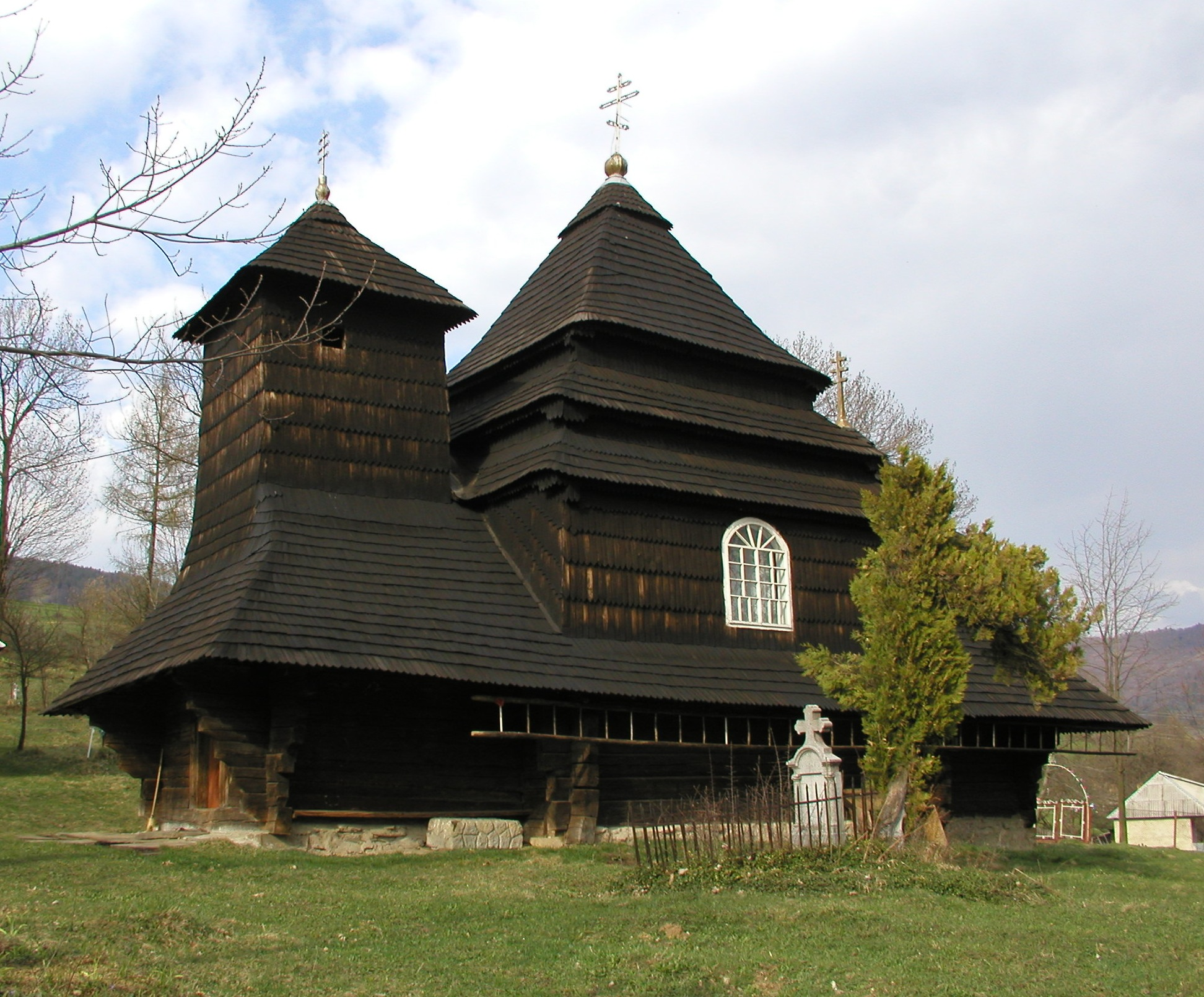
Вид спереди. 2002 год
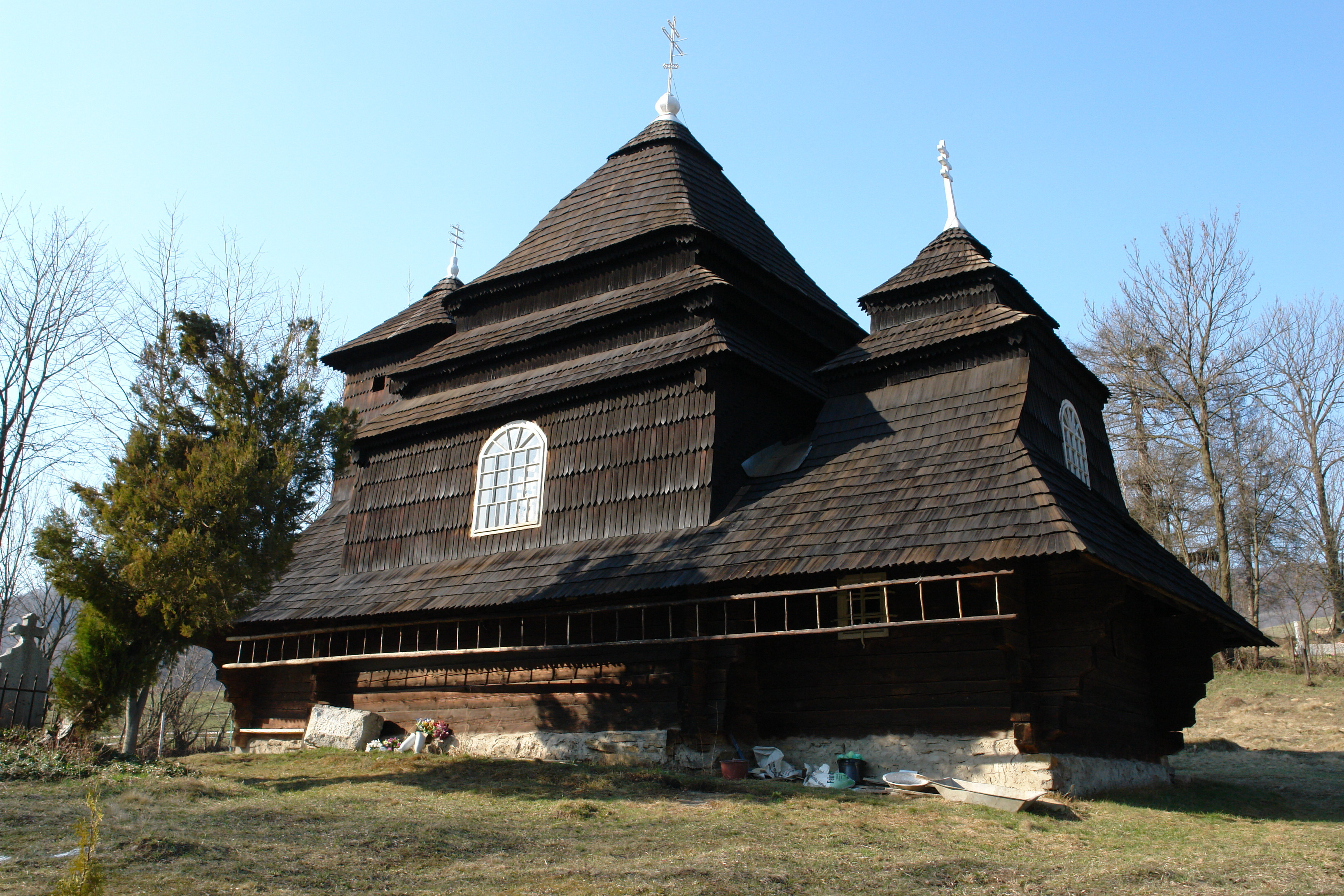
Вид справа. 2007 год
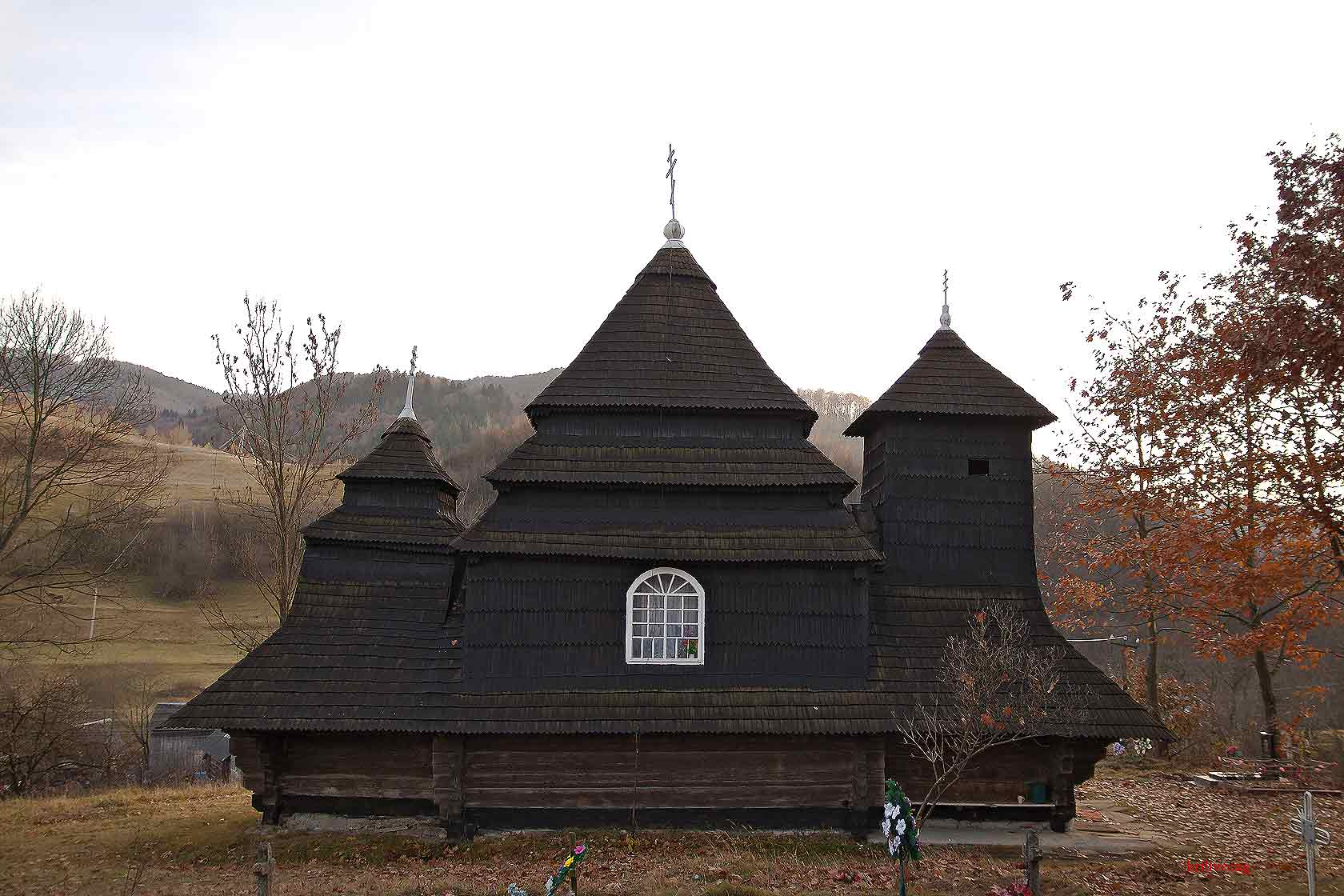
Вид сзади. 2012 год

## Интерьер
С низкого, тёмного бабинца, через арку-вырез можно увидеть расположенный в главном помещении резной позолоченный иконостас. Так как верхние части купола нефа погружены во мрак и зенит её почти не улавливается, усиливается ощущение высоты этого помещения, хотя в абсолютных размерах оно весьма скромно. Живопись и резьба иконостаса достаточно своеобразные. Особенно запоминаются царские врата, на полотнищах которых мастер расположил симметричные стебли, в верхних завитках которых в медальонах он написал «Благовещение», а в нижних — четырёх евангелистов.
В интерьере Михайловской церкви мастер использовал контраст света и тени. Попадая из тёмного бабинца (помещения для женщин) в торжественную, нарядную, освящённую центральную часть храма, который воспринимается гораздо большим, чем он есть на самом деле. Этот эффект несомненно учитывали талантливые народные зодчие. Впечатление усиливает красивый резной иконостас, который играет позолотой в солнечных лучах, которые попадают сюда через окна вверху.
В интерьере церковь захватывает контрастом между полутёмным низким бабинцем и величественным раскрытым под самую шатровую крышу пространством центрального помещения. Декоративное богатство — это фигурно прорезанный проход из бабинца к нефы, резьба иконостаса XVIII века, отдельные сохранившиеся фрагменты старой резьбы, красивый балдахин и киот в святилище. К сожалению, оригинальный интерьер был повреждён из-за установки новых входных дверей, без сучка стены обиты картоном, бумагой и разрисованы, перерисованы все иконы, развешаны пластмассовые цветы и прочее.